# Festuca pannonica
Festuca pannonica là một loài thực vật có hoa trong họ Hòa thảo. Loài này được Wulfen ex Host mô tả khoa học đầu tiên năm 1809.